# 巴特布拉姆施泰特
巴特布拉姆施泰特（德語：Bad Bramstedt，發音：[baːt ˈbʁaːmʃtɛt] ⓘ）是德国石勒苏益格-荷尔斯泰因州塞格贝格县的城市，面积24.14平方千米，2023年12月31日人口为15,451人。